# Hišám Al-Karúdž
Hišám Al-Karúdž (marocká výslovnost Hišam el-Gerudž, arabsky هشام الکروج‎, francouzsky Hicham El Guerrouj; narozený 14. září 1974 Berkane) je bývalý marocký sportovec, atlet, běžec na střední a dlouhé tratě.
Dosáhl stále platných světových rekordů v běhu na 1500 m (3:26,00), na 1 míli (3:43,13), na 2000 m (4:44,79) a bývalých světových rekordů v hale na 1500 m (3:31,18) a na 1 míli (3:48,45). Ty byly překonány teprve po 22 letech v roce 2019. Získal čtyři tituly mistra světa nepřetržitě za sebou (1997, 1999, 2001, 2003). V roce 2004 se stal na letních olympijských hrách v Athénách dvojnásobným olympijským vítězem, když k titulu na patnáctistovce přidal zlato také z běhu na 5000 metrů.
Patří k nejúspěšnějším atletům moderní historie. V roce 2001, 2002 a 2003 se stal vítězem ankety Atlet světa. Od roku 2004 je členem MOV. Svoji atletickou kariéru ukončil v roce 2006.

## Osobní rekordy
Dráha
| Trať              | Čas      | Datum             | Dějiště                        |
| ----------------- | -------- | ----------------- | ------------------------------ |
| Běh na 800 metrů  | 1:47,18  | 2. června 1995    |                                |
| Běh na 1000 metrů | 2:16,85  | 7. července 1995  | Nice                           |
| Běh na 1500 metrů | 3:26,00  | 14. července 1998 | Řím (Současný světový rekord)  |
| Běh na 1 míli     | 3:43,13  | 7. července 1999  | Řím (Současný světový rekord)  |
| Běh na 2000 metrů | 4:44,79  | 7. září 1999      | Berlín (Bývalý světový rekord) |
| Běh na 3000 metrů | 7:23,09  | 3. září 1999      | Brusel                         |
| Běh na 5000 metrů | 12:50,24 | 12. června 2003   | Ostrava                        |

Hala
| Trať   | Čas     | Datum          | Dějiště   |
| ------ | ------- | -------------- | --------- |
| 1000 m | 2:20,11 | 22. února 1998 | Liévin    |
| 1500 m | 3:31,18 | 2. února 1997  | Stuttgart |
| 1 Míle | 3:48,45 | 12. února 1997 | Gent      |
| 2000 m | 5:02,70 | 23. února 2001 | Gent      |
| 3000 m | 7:33,73 | 23. února 2003 | Liévin    |
| 2 Míle | 8:06,61 | 23. února 2003 | Liévin    |

## Tituly
1500 m
| Závod                    | Dějiště   | Datum             | Umístění | Čas     | Titul                   |
| ------------------------ | --------- | ----------------- | -------- | ------- | ----------------------- |
| Halové mistrovství světa | Barcelona | 11. března 1995   | 1.       | 3:44,54 | Mistr světa             |
| Mistrovství světa        | Göteborg  | 13. srpna 1995    | 2.       | 3:35,28 |                         |
| Grand Prix               | Stuttgart | 2. února 1997     | 1.       | 3:31,18 | Světový rekord          |
| Halové mistrovství světa | Paříž     | 8. března 1997    | 1.       | 3:35,31 | Mistr světa - WR v hale |
| Mistrovství světa        | Atény     | 6. srpna 1997     | 1.       | 3:35,83 | Mistr světa             |
| Grand Prix               | Řím       | 14. července 1998 | 1.       | 3:26,00 | Světový rekord          |
| Mistrovství světa        | Sevilla   | 24. srpna 1999    | 1.       | 3:27,65 | Mistr světa             |
| Olympijské hry           | Sydney    | 29. září 2000     | 2.       | 3:32,32 |                         |
| Mistrovství světa        | Edmonton  | 5. srpna 2001     | 1.       | 3:30,68 | Mistr světa             |
| Mistrovství světa        | Paříž     | 27. července 2003 | 1.       | 3:31,77 | Mistr světa             |
| Olympijské hry           | Atény     | 24. srpna 2004    | 1.       | 3:34,18 | Olympijský vítěz        |

1 míle
| Závod      | Dějiště | Datum            | Umístění | Čas     | Titul                 |
| ---------- | ------- | ---------------- | -------- | ------- | --------------------- |
| Grand Prix | Gand    | 12. února 1997   | 1.       | 3:48,45 | Světový rekord v hale |
| Grand Prix | Řím     | 7. července 1999 | 1.       | 3:43,13 | Světový rekord        |

2000 m
| Závod            | Dějiště | Datum         | Umístění | Čas     | Titul          |
| ---------------- | ------- | ------------- | -------- | ------- | -------------- |
| Grand Prix Final | Berlín  | 7. srpna 1999 | 1.       | 4:44,79 | Světový rekord |

3000 m
| Závod                    | Dějiště | Datum           | Umístění | Čas     | Titul       |
| ------------------------ | ------- | --------------- | -------- | ------- | ----------- |
| Halové mistrovství světa | Lisabon | 11. března 2001 | 1.       | 7:37,74 | Mistr světa |

5000 m
| Závod             | Dějiště | Datum           | Umístění | Čas      | Titul            |
| ----------------- | ------- | --------------- | -------- | -------- | ---------------- |
| Mistrovství světa | Paříž   | 31. srpna 2003  | 2.       | 12:52,83 |                  |
| Olympijské hry    | Atény   | 11. března 2004 | 1.       | 13:14,39 | Olympijský vítěz |